# جیمز افمورفیدیس
جیمز افمورفیدیس (یونانی: Τζέιμς Ευμορφίδης؛ زادهٔ ۱۸ ژانویهٔ ۱۹۹۶) بازیکن فوتبال حرفه‌ای یونانی که در پست هافبک تهاجمی در لیگ برتر فوتبال هلند برای باشگاه فوتبال والویک بازی می‌کند.